# 1994 في رومانيا
فيما يلي قوائم الأحداث التي وقعت خلال عام 1994 في رومانيا.

## رياضة
- 1 يناير – رومانيا في كأس العالم 1994

## مواليد

### يناير
- 1 يناير – بوجدان ميتاشى لاعب كرة قدم روماني.
- 1 يناير – ماريا فكتوريا دراجوس ممثلة ألمانية.[1]
- 24 يناير – أندراش ساس لاعب كرة يد روماني.
- 30 يناير – أليكساندرو دان لاعب كرة قدم روماني.[2]

### فبراير
- 18 فبراير – يونوت يانكو لاعب كرة يد روماني.
- 20 فبراير – أندريا بريكوبي لاعبة كرة يد رومانية.
- 27 فبراير – أوفيديو بوبيسكو لاعب كرة قدم روماني.[3]

### مايو
- 15 مايو – ستيليانو فيليب لاعب كرة قدم روماني.[4]
- 24 مايو – أندري نيكشور نيجرو لاعب كرة يد روماني.

### يونيو
- 18 يونيو – ماريا كلوديا كونستاتينسكو لاعبة كرة يد رومانية.
- 20 يونيو – غابرييلا بيريانو لاعبة كرة يد رومانية.

### يوليو
- 1 يوليو – أدريان روتارو لاعب كرة يد روماني.
- 19 يوليو – جوليا فورديا
- 27 يوليو – باتريسيا ماريا تيغ لاعبة كرة مضرب رومانية.

### سبتمبر
- 27 سبتمبر – دنيسا ديدو لاعبة كرة يد رومانية.

### أكتوبر
- 31 أكتوبر – مادالينا زامفيرسكو لاعبة كرة يد رومانية.

### نوفمبر
- 17 نوفمبر – نيكوليتا سافتا لاعبة كرة يد رومانية.

## وفيات

### يناير
- 1 يناير – جورج راشينارو (مواليد 1915) لاعب كرة قدم روماني.
- 1 يناير – ساندور تشوارتز (مواليد 1909) لاعب كرة قدم روماني.

### فبراير
- 25 فبراير – يون لابوشنيانو (مواليد 1908) لاعب كرة قدم روماني.

### مارس
- 28 مارس – أوجين يونسكو (مواليد 1910) كاتب مسرحي روماني.[5]

### أبريل
- 7 أبريل – شتيفان دوباي (مواليد 1909) لاعب كرة قدم روماني.
- 8 أبريل – جيان جيرجيسكو (مواليد 1904) ممثل روماني.[6]

### يونيو
- 13 يونيو – ناديه غراي (مواليد 1923)[7]